# Fylgja
Die Fylgja (altnordischer Plural: Fylgjur, eingedeutschter Plural: Fylgjen oder Fylgien) ist ein weiblicher Folgegeist (altnord. fylgja = folgen) in der nordischen Mythologie, also eine Art Schutzgeist, der einen Menschen begleitet. Diese Wesen sind den Elfen und Nornen vergleichbar.
Die Fylgjur sind normalerweise in ihrer menschlichen Gestalt nicht sichtbar, doch sind sie schon bei der Geburt ihres Schützlings in beliebiger (Tier-)Gestalt anwesend. Wenn sie erscheinen, dann als Traumgesicht in Frauengestalt oder der Gestalt desjenigen Tieres, das der Seele des jeweiligen Menschen gleicht. So könnte ein kriegerischer Mensch einen Wolf oder Bär, Pferd oder Vogel zur Fylgja haben. Ihrem Schützling zeigt sie sich erst im Augenblick des Todes. An dieser Stelle ist sie wesensgleich mit der Walküre, deren schrecklicher Anblick den erwählten Krieger bannt und ihm somit den Tod bringt. In ihrer Frauengestalt tritt sie dann an sein Grab, belebt ihn durch ihre Liebe und den Lebenstrunk (ags. alu, Bier), um ihn daraufhin hoch zu Ross nach Walhall zu führen. Da die Fylgja ein begleitendes Wesen ist, kann man sie mit den Schutzengeln christlicher Vorstellung vergleichen, nicht aber mit der Seele. Nach Else Mundal haben diese Wesen ihren Ursprung im Ahnenkult. Die Fylgjen Þorgerð und Irp verhalfen Håkon Jarl in der Schlacht bei Hjørungavåg zum Sieg über die Jomswikinger. Sie werden als Fylgjen seines Geschlechts vorgestellt und sollten dessen Stammmutter aus dem Geschlecht der Jöten gewesen sein. Die Fylgjen eines Clans folgten besonders dem Häuptling. Ihre Aufgabe war es, ihm zu helfen und ihn zu schützen. In einigen Quellen holen sie auch den Menschen, dem sie folgten, wenn er starb, zu sich und den übrigen Ahnen.

## Die Fylgja auf dem Runenkästchen von Auzon

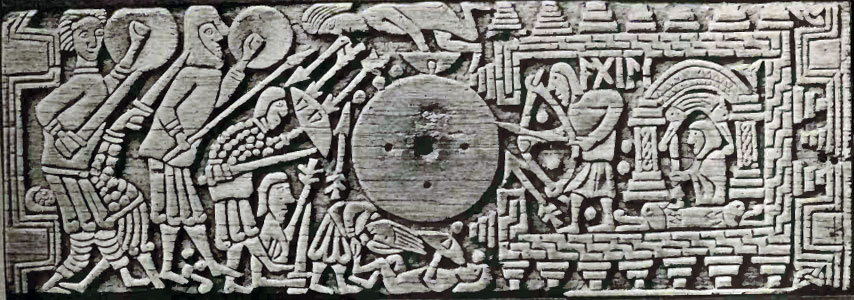
Deckelbild des Runenkästchen von Auzon

Das Runenkästchen von Auzon stellt mit seiner Bilderfolge das Auftreten der Fylgja oder Walküre anschaulich dar: Auf dem Magierbild, einer Darstellung der Huldigung Jesu durch die heiligen drei Könige, tritt sie als Wasservogel (Schwan oder Gans) an die Stelle des Engels. Im Wielandbild daneben erscheint die Schwanenjungfrau – hier als Gefährtin und Helferin – verborgen von zwei floralen Runenzeichen, welche die Walküre kennzeichnen. Dass dieses Zeichen dem Abdruck eines Vogelfußes gleicht, wird kaum ein Zufall sein. Als Rune bezieht es sich auf das Schilf, dessen scharfes Blattwerk Ort der Walküren ist. Auf dem Bild von Romulus und Remus scheinen mit den zwei Wölfen deren Fylgjas dargestellt zu sein. Auf der Rückseite, dem Titusbild, finden sich unter einer Arkade drei Tierpaare (vermutlich Pferd, Wolf und Rabe, Embleme von Ziu, ags. Tiw, nord. Tyr, und Wotan, ags. Woden, nord. Odin), während das florale Kennzeichen der Walküre über dem Bogen der Arkade angebracht ist.
Die Darstellung auf der rechten Seite zeigt einen Krieger, der seiner Walküre, hier ein Mischwesen mit überwiegend animalischen Zügen, begegnet und dann am Grab – nun in menschlicher Gestalt – von ihr aufgesucht wird. Wie bei entsprechenden Darstellungen auf gotländischen Bildsteinen kennzeichnen Odinsknoten (an. valknutr) das Pferd am Grab als Odins Sleipnir. Das Deckelbild schließlich zeigt einen Bogenschützen Ægil, vielleicht den – nach der Völundarkviða – Wielandbruder Egil, der ebenfalls mit einem Schwanenmädchen liiert ist. Dann wäre es Oelrun („die des Biergeheimnisses Kundige“), die unter einem Bogen sitzend, ihrem Schützling die treffsicheren, tödlichen Pfeile beschafft. Bei der Szene wird es sich um die Verteidigung Walhalls gegen die Reifriesen handeln, was auch hier die Knotenornamente (valknutr) nahelegen. Das Bildprogramm beschwört nach dieser Deutung den Lebenslauf eines hochgestellten Menschen von seiner Geburt, über das Grab hinaus, bis hin zum Leben in Wotans/Wodens/Odins Halle unter dem Schutz der Fylgja.